# 快手 (軟體)
快手（中國版）或Kwai（國際版）（港交所：01024、港交所：81024（人民幣結算））是中国北京快手科技有限公司開發的短视频流动应用程序。前身為2011年面世的一款製作、分享GIF圖片的應用「GIF快手」，2012年轉型為短視頻社區，並於2014年改名为快手。截至2024年，快手的中国应用程序及小程序的平均日活跃用户数突破9亿。其主要竞争对手是抖音。

## 发展

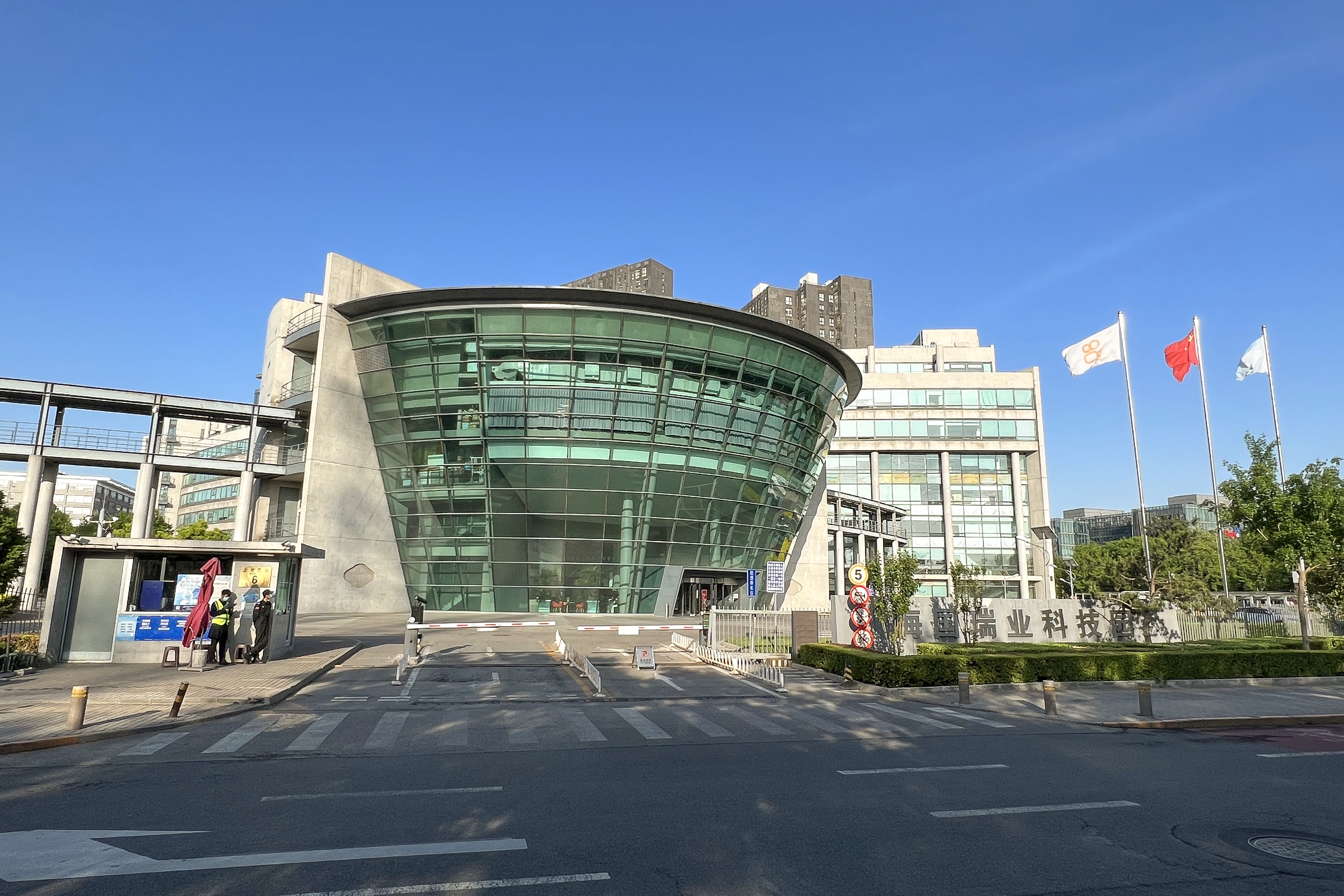
快手曾使用联想集团旧总部办公

快手的前身“GIF快手”诞生于2011年3月，最初是一款用来制作、分享GIF图片的手机应用。
2012年，“GIF快手”转型为短视频社区，同年4月，快手获得晨兴资本A轮融资数百万美元，先后获得几轮融资。2014年更名为“快手”後，开始迅速发展。
2015年1月，快手就获得了数千万美元B轮融资，由红杉资本和晨兴资本联合投资；同6月，总用户數突破1亿。2016年3月，快手完成C轮融资，约为2.5亿元，由百度领投，红杉资本、晨星资本等跟投，当时估值为20亿美金。2016年，快手加入直播功能。
2017年3月，总用户量达4亿，日活跃用户5000万。同年11月，总用户超过7亿，日活跃超1亿。同一年3月，快手宣布完成新一轮3.5亿美元的融资，由腾讯领投。
2018年9月14日，快手宣布以5亿元流量计划，在未来三年投入价值5亿元的流量资源，助力500多个国家级贫困县优质特产推广和销售，帮助当地农户脱贫。
2019年5月29日，快手日活跃用户（DAU）超过2亿。
2019年8月快手百度联合投资知乎4.5亿。
2019年10月1日，央视新闻联合快手进行“1+6”国庆阅兵多链路直播。快手官方数据显示，自10月1日早7点正式启用多链路直播间技术，至12点50分阅兵仪式直播结束，央视新闻联合快手“1+6”国庆阅兵多链路直播间总观看人次突破5.13亿，最高同时在线人数突破600万。
2019年11月，快手短视频與央视春晚签约“品牌强国工程”强国品牌服务项目。快手成为中央广播电视总台2020年《春节联欢晚会》独家互动合作伙伴，开展春晚红包互动。
2019年11月23日，快手联合QQ音乐、酷狗音乐、酷我音乐和全民K歌，共同发布“音乐燎原计划”，五大平台将整合亿万资源，帮助更多音乐人出圈。
2020年3月21日，台灣藝人周杰倫主持的行腳節目《周遊記》在中國浙江衛視、芒果TV與全球Netflix播出，快手則作為該節目在中國境內的節目冠名商。
2020年6月1日，快手宣布與周杰倫簽約，成為品牌代言人，周杰倫以「周同學」為名稱註冊公眾號。快手同時获得杰威尔音乐旗下周杰伦全部歌曲及歌曲MV的短视频平台版权授权。
2020年6月6日上午，快手宣布將前往内蒙古自治區乌兰察布市進行智能云大数据中心的重大投资，預計投資金額會達到百亿元人民幣，2021年將投入使用。
2020年10月30日晚， 快手联合江苏卫视打造的2020年度娱乐盛典“一千零一夜”大型晚会播出。快手官方直播间观看总人数达9008万，直播间互动总量达1.34亿次。
2020年11月5日，快手正式向香港交易所递交招股书，並计划募资50亿美元在港股IPO，估值約500亿美元。
截至2020年6月30日的六个月内，快手已包含260亿条短视频，上半年在快手上进行了10亿场直播，主应用活跃用户日均使用时长超过85分钟。2017年、2018年、2019年的总收入分别为人民币83亿元、203亿元、391亿元，2020年上半年实现收入253亿元。
2021年2月4日，快手科技香港IPO定价为115港元/股，IPO募资413亿港元，散户部分超额认购1204倍。2月5日正式上市（港交所：1024），开盘大涨193%。
2021年2月5日正式上市（港交所：1024），预计未来四年用户数增长20%。
2021年5月20日，南美足联宣布快手科技旗下的海外手机短视频应用程序 Kwai 成为历史上第一家赞助美洲国家杯的社交平台。
2024年6月10日，快手发布视频生成大模型“可灵”（Kling），根据快手官方发布的演示视频，可灵可以生成最长2分钟、分辨率1080p、帧率30fps的视频，支持横向、纵向视频生成，支持不同分辨率的视频生成，支持“文生视频”和“图生视频”。同日快手开放公众测试可灵大模型，公众可以通过快手开发的短视频剪辑应用“快影”（KwaiCut）申请试用资格。目前试用仅开放“文生视频”功能，仅支持生成5秒钟的视频，且暂不支持更改分辨率。该大模型发布之后即引发热议，据许多人工智能观察家和试用用户的反馈，可灵的视频生成质量足以媲美被誉为行业标杆的Sora。 2024年6月21日，快手宣布可灵开放“图生视频”和续写功能，允许用户上传一张图片，基于该图片生成5秒钟的视频，同时允许用户基于已经生成的视频续写生成更长的视频，最长可生成长达3分钟的视频。

## 电视节目
北京大陆桥文化传媒公司和快手公司联合制作了《快手时间》电视节目，每期10分钟，在节目中会播出快手平台上传的热门精选视频。节目分“快手红人馆”、“快手牛人帮”、“快手萌宠屋”、“快手奇人营”、“快手生活圈”等板块，每个板块各有独特内容。目前，《快手时间》共在中国大陆73家电视台播出。

## 监管与审查
2018年3月16日，中华人民共和国国家新闻出版广电总局下发特急文件《关于进一步规范网络视听节目传播秩序的通知》，规定禁止用户非法抓取、剪拼改编视听节目，并严格管理包括网民上传的类似重编节目，同时要求加强对各类节目接受冠名、赞助的管理。文件发出后，有部分人士认为快手会因该事件受到不同程度的影响。
4月6日，快手已经在多个招聘网站发布了关于“内容审核编辑”岗位的招聘信息，招聘信息中提到“快手公司面向全国招聘内容审核编辑3000人”。在职位描述中，则提到了“有良好的政治觉悟与素养优先，有较强的政治敏感度与鉴别能力优先，共青团员和党员优先”的任职要求。
2018年8月14日，国家廣播電視總局发布消息称，要求北京市文化市場行政執法總隊根據《互聯網視聽節目服務管理規定》，對快手所屬的北京快手網絡科技有限公司發布警告和罰款的行政處罰，同时要求该公司在已開展整改工作的基礎上，“不斷升級有效管用的管理辦法，無死角清除存量問題節目，堅決遏制突出問題節目死灰復燃，嚴密管控新增變種問題節目”。
2021年2月1日，中國音像著作權集體管理協會發佈公吿，要求快手停止侵權行為，並下架首批一萬部涉嫌侵權視頻。早前，苹果App Store1月28日回應稱，要求快手儘快與音集協解決版權問題，否則將會被下架。
2022年6月3日，中國大陸頂級直播銷售員李佳琦在進行直播時，拿出了坦克形狀的冰淇淋蛋糕，因临近六四事件故直播被突然中断。随后李佳琦虽然恢复，但发微博称，因「技术原因」，直播必須中断而且需临时停播。
2024年11月22日，快手因存在对法律、行政法规禁止发布或者传输的信息未及时处置，以及落实青少年模式不到位等情况，导致违法信息扩散，危害未成年人身心健康，违反《中华人民共和国网络安全法》相关规定，被公安机关处以警告。

## 争议
2022年4月22日晚，北京法院审判信息网公开一审判决书显示，快手原副总裁赵丹阳因非国家工作人员受贿、职务侵占罪被判处有期徒刑七年，其涉案金额合计756万余元。
2018年，快手与字节跳动旗下火山小视频App平台因传播涉未成年人低俗不良信息，被国家网信办约谈，并责令全面进行整改，要求其暂停有关算法推荐功能
在中国大陆互联网语境中，快手因低俗内容泛滥，被嘲讽为“慢脚”，其中的低俗内容和价值观则被冠以“慢脚文化”之称。2024年“国家网络安全通报中心”指出，快手公司存在对法律、行政法规禁止发布或者传输的信息未及时处置，以及落实青少年模式不到位等情况，导致违法信息扩散，危害未成年人身心健康，被依法给予警告处罚 
2023年初，快手连续两个月发布关于打击招嫖的治理公告，处置了大量涉黄账号。但截至2024年底，平台仍存在不少切片视频涉嫌擦边，传播淫秽色情内容等，其中不乏未成年人色情内容